# Корниј де Сус (Бакау)
Корниј де Сус (рум. Cornii de Sus) насеље је у Румунији у округу Бакау у општини Татарашти. Oпштина се налази на надморској висини од 193 m.

## Становништво
Према подацима из 2002. године у насељу је живело 860 становника, од којих су сви румунске националности.